# Bernd Vogl
Bernd Vogl ist ein österreichischer Umweltökonom und Geschäftsführer des Klima- und Energiefonds.

## Leben
Bernd Vogl studierte Betriebswirtschaft an der Wirtschaftsuniversität Wien zum Schwerpunkt Umweltökonomie.
Ab 1992 arbeitete Vogl als Referent in der Abteilung Umweltökonomie und Energie im Bundesministerium für Land- und Forstwirtschaft, Regionen und Wasserwirtschaft. 2006 wurde er stellvertretender Abteilungsleiter dieser Abteilung und leitete das Projekt Staatspreis Architektur und Nachhaltigkeit und koordinierte unter anderem strategische Aktivitäten des Ministeriums im Energiebereich.
2011 wurde Vogl zum Leiter der Energieplanung im Magistrat der Stadt Wien Magistratsabteilung 20 bestellt. Mit Anfang 2023 ist Vogl Geschäftsführer beim Klima- und Energiefonds vom Bundesministerium für Klimaschutz, Umwelt, Energie, Mobilität, Innovation und Technologie.

## Mitgliedschaften
- Mitglied im österreichischen Energielenkungsbeirat.[1]
- Mitglied im österreichischen Baukulturbeirat.[1]